# Bytro Labs
Bytro Labs ist ein 2009 gegründeter deutscher Spielesoftwareentwickler mit Sitz in Hamburg, der mobile und browserbasierte Onlinespiele entwickelt und betreibt. Weltweit spielen nach Unternehmensangaben etwa 15 Millionen registrierte Benutzer die Spiele des Unternehmens.
Bytro Labs wurde im Jahr 2009 von Felix Faber, Tobias Kringe und Christopher Lörken in Freiburg im Breisgau gegründet. Während ihres Studiums im Bereich Cognitive Science schlossen sie sich zusammen, um ein eigenes Strategiespiel zu entwickeln. 2013 fusioniert Bytro Labs mit der schwedischen Stillfront Gruppe, die plattform- und genreübergreifend spezialisierte Entwickler vereint.

## Veröffentlichungen
Bytro Labs Spiele sind Free-to-play und Cross-Platform-Spiele mit teils kostenpflichtigen Erweiterungen. Das Unternehmen ist auf die Entwicklung von langfristigen Strategiespielen spezialisiert.
- Supremacy 1914 (2009)
- Panzerwars (2013, in Kooperation mit Xyrality)
- Thirty Kingdoms (2014)
- Call of War (2015)
- Mars Tomorrow (2015 in Kooperation mit GameFabrik)
- New World Empires (2016)[4]
- Conflict of Nations: WW3 (2016 in Kooperation mit Dorado Games)
- Supremacy 1: The Great War (2019)
- Iron Order 1919 (2021)

## Auszeichnungen
Die Firma erhielt folgende Auszeichnungen:
- 2009 „Browsergame des Jahres“ für das Spiel Supremacy 1914
- Juni 2010 „Gründer des Monats“ von NewCome.de
- 2012 3. Platz der „Technology Fast 50“ von Deloitte.de für den Wachstum junger Unternehmer
- Februar 2013 „MMO of the Year“ für das Spiel Topia Island